# Bifrenaria silvana
Bifrenaria silvana là một loài lan.
 Tư liệu liên quan tới Bifrenaria silvana tại Wikimedia Commons